# World Team Challenge 2018
Il World Team Challenge 2018 si è svolto il 29 dicembre alla Veltins-Arena di Gelsenkirchen.
La competizione si articola in due fasi: una prima gara in mass start e una seconda gara di inseguimento, con distacchi dimezzati. 

## Risultati
| Pos | Atleti                                   | Nazione                | Tempo   |
| --- | ---------------------------------------- | ---------------------- | ------- |
| 1   | Dorothea Wierer / Lukas Hofer            | Italia                 | 33:23,6 |
| 2   | Franziska Preuß / Simon Schempp          | Germania               | +1,2    |
| 3   | Dar"ja Domračava / Ole Einar Bjørndalen  | Bielorussia / Norvegia | +24,2   |
| 4   | Denise Herrmann / Benedikt Doll          | Germania               | +24,3   |
| 5   | Lisa Hauser / Dominik Landertinger       | Austria                | +1:04,1 |
| 6   | Veronika Vítková / Michal Krčmář         | Rep. Ceca              | +1:09,5 |
| 7   | Ekaterina Jurlova-Percht / Anton Šipulin | Russia                 | +1:48,8 |
| 8   | Yuliia Dzhima / Artem Pryma              | Ucraina                | +2:12,3 |
| 9   | Anaïs Bescond / Émilien Jacquelin        | Francia                | +3:11,3 |
| 10  | Fuyuko Tachizaki / Mikito Tachizaki      | Giappone               | +4:58,0 |